# Dům z karet
Dům z karet (též Domek z karet, v anglickém originále House of Cards) je americký politicko-dramatický televizní seriál, adaptace stejnojmenné minisérie z produkce BBC, založené na románu Michaela Dobbse. Seriál se zabývá především tématy jako je nemilosrdný pragmatismus, manipulace veřejným míněním a moc. Využíval také téma aktuálních politických a ekonomických protihráčů USA, jakými jsou současná Čína a Rusko.
Každá řada seriálu měla 13 dílů (s výjimkou 6. řady), přičemž všechny díly stejné řady měly na streamovací službě Netflix společnou premiéru ve stejný den. První řada měla premiéru 1. února 2013, druhá 14. února 2014, třetí 27. února 2015, čtvrtá 4. března 2016, pátá 30. května 2017 a šestá měla premiéru 2. listopadu 2018.
Od ledna roku 2016 seriál pod titulem Dům z karet vysílala s vlastním dabingem Česká televize. Spolu s uvedením třetí řady byl seriál přidán i na český Netflix.
Od svého vzniku v roce 2013 seriál získal velké množství filmových cen v různých kategoriích. 31. října 2017 bylo společností Netflix oznámeno, že zastavují produkci šesté řady na dobu neurčitou, avšak jimi nebyla úplně zrušena. Stalo se tak po obvinění představitele hlavní role Kevina Spaceyho ze sexuálního obtěžování nezletilého chlapce. 3. listopadu 2017 bylo Netflixem oznámeno, že Kevin Spacey se nebude podílet na natáčení dalších řad.
4. prosince 2017 Netflix oznámil, že produkce finální šesté řady, která čítala 8 dílů, začne roku 2018, avšak bez Spaceyho účasti.

## Příběh
Seriál vypráví příběh Franka Underwooda, kongresmana a stranického tajemníka Demokratické strany, který po tom, co mu byla odepřena pozice ministra zahraničí, realizuje svůj propracovaný plán, díky němuž se chce dostat z pozice člena Sněmovny reprezentantů přes funkci viceprezidenta USA až na nejvyšší post prezidenta USA, což se mu podaří pomocí řady zákulisních intrik (v nichž nastrčí a odbourá neschopné kandidáty), ale i několika vražd (například novinářky Zoe Barnesové, která vybudovala jeho image, a neúspěšného senátora – alkoholika Petera Russo). Na své cestě využívá také podpory své ambiciózní manželky Claire Underwoodové, která se z ředitelky dobročinné organizace vyšvihne až na místo americké velvyslankyně u OSN.

## Obsazení
| Kevin Spacey           | Frank Underwood              |
| Robin Wrightová        | Claire Underwoodová          |
| Michael Kelly          | Douglas Stamper              |
| Mahershalalhashbaz Ali | Rémy Danton                  |
| Derek Cecil            | Seth Grayson                 |
| Kate Mara              | Zoe Barnesová                |
| Corey Stoll            | Peter Russo                  |
| Sakina Jaffrey         | Linda Vasquezová             |
| Kristen Connolly       | Christina Gallagherová       |
| Sebastian Arcelus      | Lucas Goodwin                |
| Michel Gill            | Garrett Walker               |
| Nathan Darrow          | Edward Meechum               |
| Rachel Brosnahanová    | Rachel Posnerová             |
| Constance Zimmer       | Janine Skorská               |
| Molly Parker           | Jacqueline Sharpová          |
| Gerald McRaney         | Raymond Tusk                 |
| Jimmi Simpson          | Gavin Orsay (Hieronymus Bot) |
| Elizabeth Marvel       | Heather Dunbarová            |
| Lars Mikkelsen         | Viktor Petrov                |

## Vysílání
| Řada | Díly | Premiéra na Netflixu | Premiéra v ČR  | Premiéra v ČR      |
| Řada | Díly | Premiéra na Netflixu | První díl      | Poslední díl       |
| ---- | ---- | -------------------- | -------------- | ------------------ |
| 1    | 13   | 1. února 2013        | 13. ledna 2016 | 5. dubna 2016      |
| 2    | 13   | 14. února 2014       | 12. dubna 2016 | 28. června 2016    |
| 3    | 13   | 27. února 2015       | 25. dubna 2017 | 28. června 2017    |
| 4    | 13   | 4. března 2016       | 23. ledna 2018 | 1. května 2018     |
| 5    | 13   | 30. května 2017      | 4. září 2018   | 27. listopadu 2018 |
| 6    | 8    | 2. listopadu 2018    | bude oznámeno  | bude oznámeno      |